# Fricativa uvular surda
| Fricativa uvular surda | Fricativa uvular surda |
| ---------------------- | ---------------------- |
| AFI – número           | 142                    |
| AFI – Unicode          | χ                      |
| AFI – imagem           |                        |
| Entidade HTML          | &#967;                 |
| X-SAMPA                | X                      |
| Kirshenbaum            | X                      |
| Som Exemplo            |                        |

A consoante fricativa uvular surda é um tipo de fone consonantal empregados em alguns idiomas. Seu símbolo no Alfabeto Fonético Internacional é o χ, e seu equivalente X-SAMPA é X.

## Características
- O modo de articulação é fricativo, que significa que é produzido contraindo o fluxo de ar através por um canal apertado no ponto de articulação, causando uma turbulência.
- O ponto de articulação é uvular, que significa que é articulado com a parte de trás da língua contra a úvula.
- A fonação é surda, que significa que as cordas vocais não vibram durante a articulação.
- É uma consoante oral, sonante, que significa que permite que o ar escape pela boca.
- É uma consoante central, que significa que é produzido permitindo a passagem da corrente de ar fluir pelo meio da língua ao invés das laterais.
- O mecanismo de ar é egressivo, que significa que é articulado empurrando o ar para fora dos pulmões através do aparelho vocal.

## Ocorrências
| Língua     | Língua               | Palavra   | AFI        | Significado          | Notas                                                                |
| ---------- | -------------------- | --------- | ---------- | -------------------- | -------------------------------------------------------------------- |
| Abecásio   | Abecásio             | хпа       | /χpa/      | 'três'               |                                                                      |
| Africâner  | Africâner            | goed      | [χuˑt]     | 'bom'                | Alguns dialetos.                                                     |
| Alemão     | Alemão               | Dach      | [daχ]      | 'telhado'            | Ocorre apenas após algumas vogais posteriores em alguns dialetos.    |
| Aleúte     | Ilha Atka            | hatix̂     | [hɑtiχ]    | 'dez'                |                                                                      |
| Árabe      | Ṣan‘ā’ni             | غني       | [ˈχanijjɐ] | 'rico'               |                                                                      |
| Armênio    | Armênio              | խնդրեմ    | [χndɾɛm]   | 'favor'              |                                                                      |
| Avar       | Avar                 | орх       | [orχ]      | 'levantar'           |                                                                      |
| Cabila     | Cabila               | axxam     | [aχχam]    | 'casa'               |                                                                      |
| Castelhano | Castelhano           | jugar]]}} | [χuˈɣaɾ]   | 'jogar'              | Também pode ser [x].                                                 |
| Francês    | Francês              | roche     | [χɔʃ]      | 'rocha'              | Também pode ser [ʁ̞], [ʀ], [ʁ], [r] e [ɾ].                            |
| Hebraico   | Hebraico             | אוכל      | [oχel]     | 'comer'              |                                                                      |
| Iídiche    | Iídiche              | בוך       | [bʊχ]      | 'livro'              |                                                                      |
| Português  | Português brasileiro | carro     | [kaχu]     |                      | Alguns dialetos. Ver Fonologia do português                          |
| Ubykh      | Ubykh                | [asfəpχa] | [asfəpχa]  | 'Preciso comer isto' | Ubykh possui dez variações de fricativas uvulares. Ver Língua ubykh. |
| Uigur      | Uigur                | یاخشی     | [jɑχʃi]    | 'bom'                |                                                                      |